# Station Nowy Dwór Gdański
Station Nowy Dwór Gdański is een spoorwegstation in de Poolse plaats Nowy Dwór Gdański.